# Giorgia (Kirsche)
Giorgia ist eine zu den Herzkirschen gehörende dunkelrote Sorte der Süßkirschen.

## Herkunft
Die Sorte 'Giorgia' wurde von Giorgio Bargioni an der Universität Verona im Institut für Experimentelle Frucht durch Kreuzung aus den Sorten 'ISF 123' und 'Caccianese' gezüchtet.

## Sorteneigenschaften

### Baum
Der Baum wächst mittel bis stark, stark achsbetont mit schwachen Seitenästen.

### Blüte
Die fünf Kronblätter sind weiß.

### Frucht
Die Steinfrucht ist je nach Behang groß bis sehr groß, herzförmig. Die Haut ist in der Vollreife dunkelrot. Das Fruchtfleisch ist fest mit würzigem und sehr aromatischem Geschmack. Die Frucht hat eine mittlere Platzfestigkeit und reift in der 3. bis 4. Kirschwoche. 

### Sonstige Eigenschaften
Die Sorte 'Giorgia' ist selbststeril und braucht einen Befruchtungspartner. Geeignet sind 'Burlat', 'Kordia' und 'Lapins'. Die Blütezeit ist früh bis mittelfrüh. Regelmäßig und reichtragende Sorte mit Neigung zu Überbehang.